# Joachim J. Linnemann
Joachim J. Linnemann (* 8. Mai 1956; † 5. September 2022 in Bremen) war ein deutscher Immobilienunternehmer und geschäftsführender Gesellschafter des Bremer Projektentwicklers Justus Grosse.

## Biografie
Linnemann war der Sohn des Unternehmers Reinhard Linnemann. Justus Grosse war der Patenonkel von Linnemann.
Er studierte Betriebswirtschaft, trat danach 1981 in das 1946 gegründete Unternehmen der Firmengruppe Justus Grosse ein und übernahm 1987 die Geschäftsführung von seinem Vater. Um 2021 verwaltete die Firma rund 20.000 Einheiten (Wohnungen und Büros). Zuletzt leitete er das Unternehmen mit den geschäftsführenden Gesellschaftern Clemens Paul und Burkhard Bojazian.

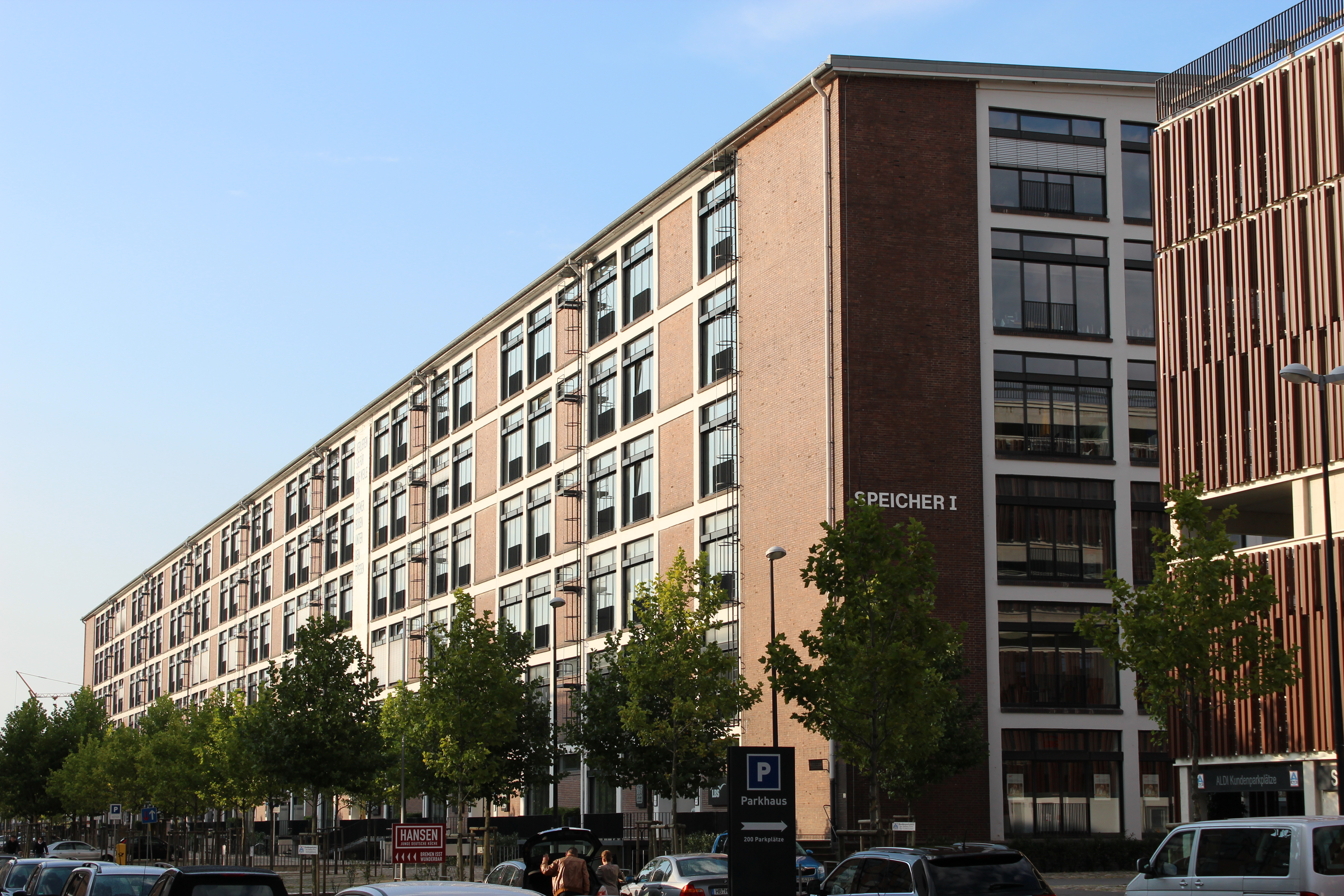
Speicher I von 2006

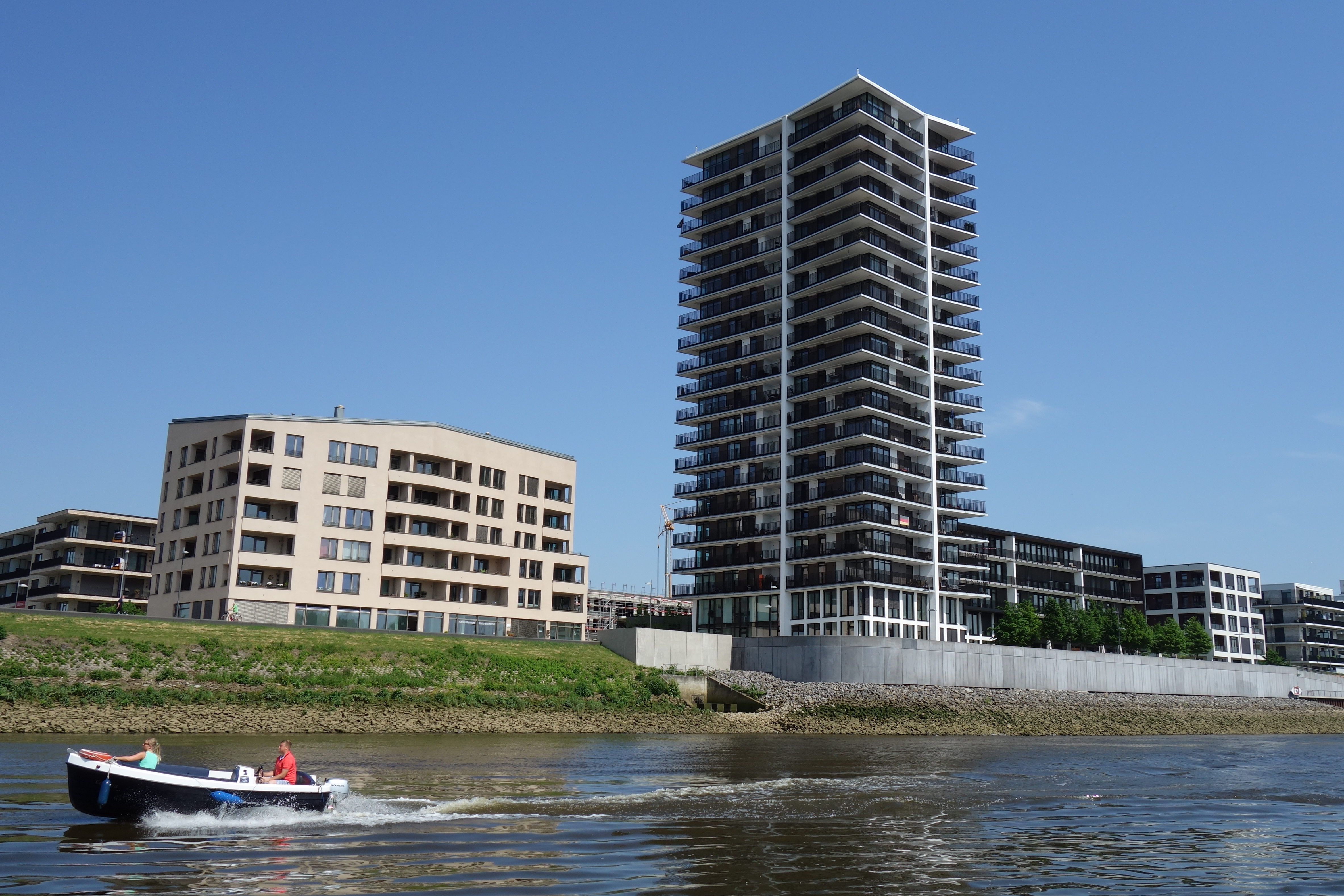
Landmark-Tower von 2010

Als Immobilienunternehmer war er Projektentwickler vieler städtebaulicher und einzelner Maßnahmen, zumeist in Bremen, aber auch in Bremerhaven, Hamburg und Wolfsburg.
Mit dem Umbau des 36.000 m² großen Speichers 1 von 2004/05 zu einem Büro- und Dienstleistungsstandort begann die Entwicklung der Überseestadt in Bremen. Auch der Landmark-Tower und rund 2000 Wohneinheiten entstanden hier durch die Firma.
Ein weiteres Großprojekt der Firmengruppe ist das Tabakquartier Bremen auf dem 20 ha großen Areal der früheren Brinkmann Zigarettenfabrik in Bremen-Woltmershausen.
Befreundet mit dem Immobilienunternehmer Kurt Zech realisierten beide seit 40 Jahren als Geschäftspartner u. a. die  Entwicklung der Atlantic Hotel-Gruppe mit 16 Standorten in Deutschland (2022).
Der Bremer Bürgermeister Andreas Bovenschulte (SPD) würdigte 2022 sein städtebauliches und auch sein ehrenamtliches Engagement u. a. als Präsident des Bremer Bürgerparkvereins oder für die Sportförderung benachteiligter Kinder im Rahmen der Justus Grosse Charity-Trophy.
Linnemann war verheiratet mit Heike Linnemann, geb. Beckröge. Der Ehe entstammen eine Tochter und zwei Söhne. Beide Söhne sollen die Nachfolge in der Leitung des Unternehmens übernehmen; Marel Linnemann wurde 2022 Geschäftsführer.

## Projekte (Auswahl)
- Umbau Speicher 1, Bremen, 2006
- Port 6, Bremen-Überseestadt, 2008
- Landmark-Tower, Bremen, 2010
- Panorama Hafencity, Hamburg, 2018
- Wasserhäuser, Bremerhaven, 2018

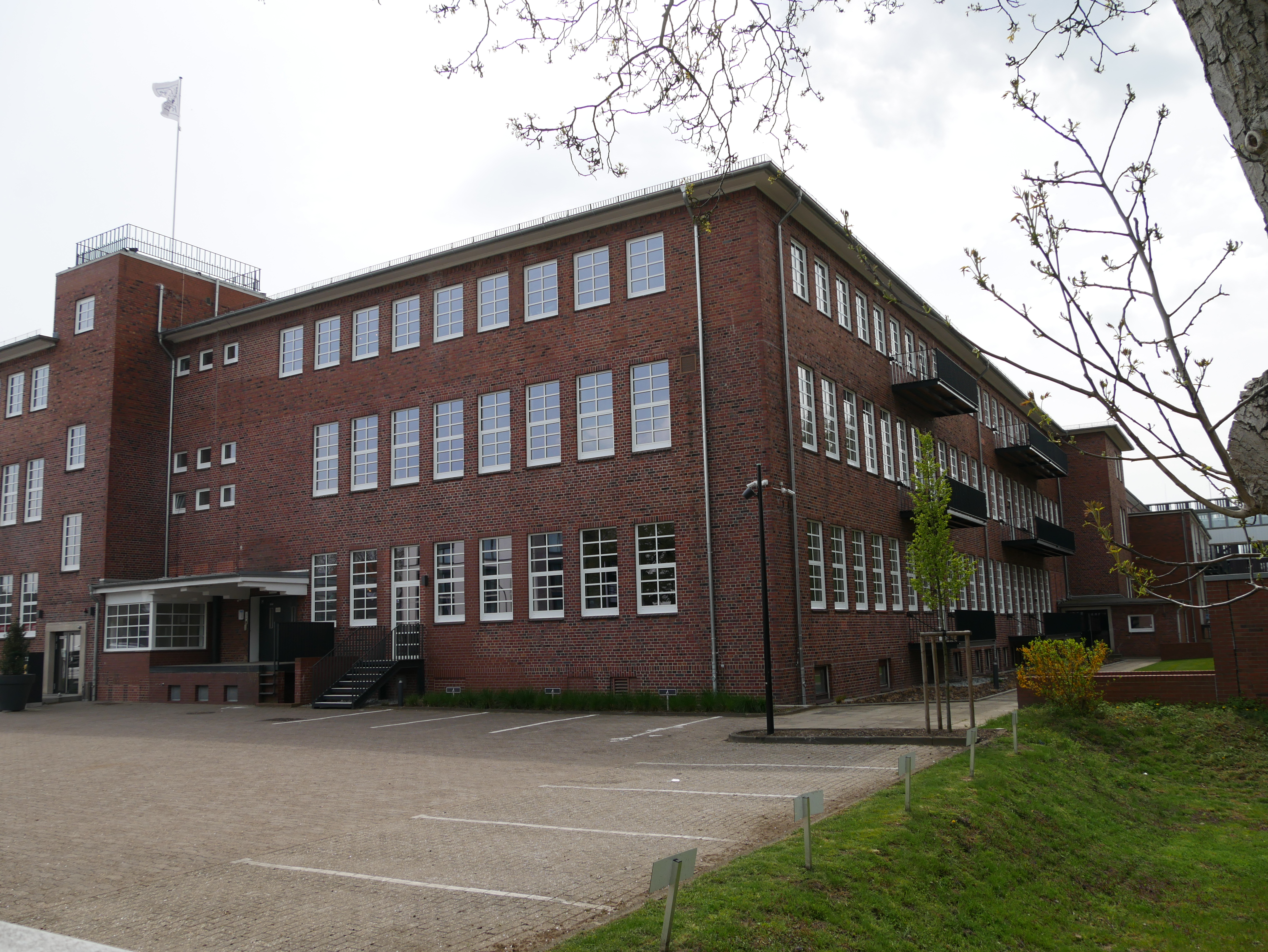
Tabakquartier: Hermann-Ritter-Straße 108/112

- Wohnhausquartier Hafenpassage, Bremen, 2019
- Bürogebäude Bömers Spitze, Bremen-Überseestadt 2019
- Die Fabrik  im Tabakquartier, Bremen 2020
- Alter Tabakspeicher, Bremen, 2020
- Forum im Tabakquartier Bremen, 2021
- Parkhochhaus MOBI 1, Bremen-Überseestadt, 2021
- Panorama 2 am Neuen Hafen, Bremerhaven 2022
- Wohnprojekt Findorff Living, Bremen 2022

## Mitgliedschaften
- ARGE Freier Wohnungsbau, Niedersachsen/Bremen
- Aufbaugemeinschaft Bremen e.V.
- Bremer Bürgerparkverein, Präsident von 2004 bis 2022
- Gräfin-Emma-Stiftung zur Entwicklung des Bremer Bürgerparks
- Handelskammer Bremen – IHK für Bremen und Bremerhaven
- Sparkasse Bremen
- Verein Die Sieben Faulen, Bremen

## Ehrungen
- 2016 war er Schaffer bei der Schaffermahlzeit in Bremen, bei der Frank-Walter Steinmeier Ehrengast war.